# Klimatkollaps
Klimatkollaps (engelska: climate collapse eller climate breakdown) avser en potentiell framtida punkt där jordens klimatsystem passerar irreversibla tippningspunkter, vilket leder till kaotiska förändringar som underminerar civilisationens grundpelare. Till skillnad från gradvis klimatförändring, innebär kollapsen exponentiell accelerering av processer som ömsesidigt förstärker varandra – en så kallad "kaskadeeffekt".

## Kritiska vipppunkter
Forskare identifierat flera ömsesidigt länkade tippningspunkter som kan utlösa dominoeffekter:
- Isfria arktis: När sommarens havsis försvinner minskar albedoeffekten, vilket absorberar 90% mer värme och påskyndar uppvärmningen.[2]
- Permafrostsmältning: Upptinande sibirisk tundra kan frigöra 1.400 miljarder ton metan – en gas med 86 gånger starkare växthuseffekt än CO2 över 20 år.[3]
- Amazonas avskogning: Om 20–25% av regnskogen avverkas förvandlas den till savann och släpper ut lagrat kol motsvarande 15 års globala utsläpp.[4]

## Psykologiska dimensioner
Fenomenet "klimatsorg" (eco-anxiety) har blivit en global psykologisk realitet, med stigande rapporter om existentiell förtvivlan – särskilt bland unga. Filosofer som Jem Bendell argumenterar för "djup anpassning" (deep adaptation): ett paradigmskifte från räddning till att lära sig leva med kollapsens oundviklighet.